# 西行鼓ヶ滝
西行鼓ヶ滝（さいぎょうつつみがたき）は、講談及び古典落語の演目。別題に西行や鼓ヶ滝。原話は能楽『鼓滝』であり、謡曲でも演じられる。

## あらすじ
若き日の西行が、歌の修業として日本各地を旅する中で、歌の名所と謳われる摂津の鼓ヶ滝に来た。そしてその光景を「伝え聞く 鼓ヶ滝に 来て見れば 沢辺に咲きし たんぽぽの花」と歌に詠み、その出来に一人で悦に入る。気づけば日は落ちてあたりは暗くなり、帰路の途中で見つけた粗末な民家に一晩の宿を頼む。
そこには翁、婆、若い孫娘の3人が住んでおり、西行を快く迎え入れる。3人にここに来た理由などを訪ねられて西行は歌の修業と述べ、そして先ほど作ったばかりの自信作を詠み上げる。すると翁が大変失礼ながらと断ったうえで、「鼓とは音のするものである」から、「伝え聞く」ではなく「音に聞く」の方が良いという。自信作をその辺の老爺に添削され内心で憤る西行であったが、確かに指摘は妥当で歌は良くなったと感心する。すると今度は婆も同様に声を掛け、「鼓とは打つものである」から、「来て見れば」ではなく「うち見れば」が良いという。これも確かにその通りだと西行は認めざるを得ない。そして予想通り孫娘も声を掛け、「鼓とは皮を張るものである」から「沢辺に咲きし」ではなく「川辺に咲きし」の方が良いという。
結局、西行の自信作であった歌は「音に聞く 鼓ヶ滝を うち見れば 川辺に咲きし たんぽぽの花」とほぼ全体を添削されることとなり、西行は自分の修行の足りなさを実感する。そこで、ふと気づくと、あたりはまだ昼で、宿も何もない。西行は滝のほとりで夢を見ていたことに気づくと同時に、あの3人は和歌三神（住吉明神、人丸明神、玉津島明神）の化身であり、慢心した自分を戒めるために現れたのだ、と考える。
こうして初心に帰った西行はやがて日本一の歌人となった、で締めくくられる。

### 落語の場合のサゲ
落語の場合は、神に対し無礼を働いたのではと罰（バチ）を恐れる西行に、一部始終を聞いた木こりが「恐れることはない。この滝は鼓でありバチ（撥）は当たらない」という地口落ちになる。

## 作品の舞台
鼓ヶ滝は兵庫県神戸市や熊本県など各地に実在する滝だが、この落語作品の舞台となっている「鼓ヶ滝」は、古来名所として知られ、摂津名所図会の「巻之七・豊嶋郡 河邊郡　上」にも登場している「多田　鼓ヶ滝」とされる。多田村は現在の川西市で、鼓ヶ滝は同市鼓が滝町（鼓滝駅の項目を参照）にかつて存在したとされるが、現存しない。現在の能勢電鉄猪名川橋梁付近にある岩がその名残だとされる。

## 能「鼓滝」
能に有馬の桜とその名所「鼓の滝」を主題とした『鼓滝』という作品があり、作者は不詳であるが、世阿弥作ともされる。15世紀頃には完成していたと言われる。
その中に、山中で帝の臣下に道を尋ねられた山賤の翁（実は滝祭神）が口にした古歌として「津の国の鼓の滝をうちみればただ山川のなるにぞありける」が登場し、「和歌にも詠まれた名所だから、教養ある都人のあなたのほうが山賤の私よりよく知っているだろう」とやり返す場面がある。この歌の元となった歌は、『拾遺集』などに収録されている平安時代の和歌「おとにきくつづみのたきをうち見ればただ山河のなるにぞ有りける」であり、ここで詠まれている「つづみのたき」は肥後国の鼓ヶ滝 (熊本市) と言われる。平安時代に肥後の名所だった鼓の滝が能『鼓滝』で津の国の名所に変更されたのは、中世に有馬が湯治場として人気となったからとされる。同時代の僧季瓊真蘂が日記に、有馬には鼓の滝が二つあり、西行法師が歌を詠んだ鼓の滝は「多田之鼓瀑」を指すと書いており、遅くとも室町時代には西行が有馬の鼓の滝で歌を詠んだという伝承は存在していたと推測される。
2022年11月22日に、兵庫県三田市（旧有馬郡）・三田市総合文化センター（郷の音ホール）大ホールにて、約300年ぶりの復活上演が行われた。